# Fürfeld
Fürfeld este o comună din landul Renania-Palatinat, Germania.